# Новопавлівська сільська рада (Красноперекопський район)
Новопа́влівська сільська́ ра́да — адміністративно-територіальна одиниця та орган місцевого самоврядування у Красноперекопському районі Автономної Республіки Крим. Адміністративний центр — село Новопавлівка.

## Загальні відомості
- Населення ради: 2 333 особи (станом на 2001 рік)

## Населені пункти
Сільській раді підпорядковані населені пункти:
- с. Новопавлівка
- с. Долинка
- с. Привільне

## Склад ради
Рада складається з 20 депутатів та голови.
- Голова ради: Артьомова Антоніна Олександрівна
- Секретар ради: Нурмамбетова Ремзіє Ажмамбетівна

### Керівний склад попередніх скликань
| Прізвище, ім'я, по батькові      | Основні відомості                                                         | Дата обрання | Дата звільнення |
| -------------------------------- | ------------------------------------------------------------------------- | ------------ | --------------- |
| Артьомова Антонина Олександрівна | Сільський голова, 1948 року народження, освіта вища, член Народної партії | 26.03.2006   | 31.10.2010      |
| Артьомова Антоніна Олександрівна | Сільський голова, 1948 року народження, освіта вища, член Партії регіонів | 31.10.2010   |                 |

Примітка: таблиця складена за даними сайту Верховної Ради України

### Депутати
За результатами місцевих виборів 2010 року депутатами ради стали:

#### За суб'єктами висування
| Суб'єкт висування | Кількість обраних депутатів | %  |
| ----------------- | --------------------------- | -- |
| Партія регіонів   | 8                           | 40 |
| Партія «Союз»     | 6                           | 30 |
| Самовисування     | 6                           | 30 |

#### За округами
| № округу        | Прізвище, ім'я, по батькові      | Дата визнання обраним | Освіта             | Партійна приналежність            | Відомості про обраного депутата                                                                       |
| --------------- | -------------------------------- | --------------------- | ------------------ | --------------------------------- | --- |
| Партія регіонів |                                  |                       |                    |                                   | |
| 4               | Гусакова Олена Михайлівна        | 02.11.2010            | середня спеціальна | член Партії регіонів              | Новопавлівська сільська бібліотека, бібліотекар                                                       |
| 6               | Малахова Валентина Вікторівна    | 02.11.2010            | середня спеціальна | член Партії регіонів              | Новопавлівська сільська рада, землевпорядник                                                          |
| 7               | Мальнева Ілона Сергіївна         | 02.11.2010            | вища               | позапартійна                      | Новопавлівська сільська бібліотека, бібліотекар                                                       |
| 10              | Коробкова Наталя Миколаївна      | 02.11.2010            | середня            | член Партії регіонів              | дошкільний навчальний заклад «Івушка», помічник вихователя                                            |
| 12              | Коломієць Василь Іванович        | 02.11.2010            | середня            | член Партії регіонів              | ДАТ «Чономорнафтогаз», оператор                                                                       |
| 15              | Урбіна Катерина Вікторівна       | 02.11.2010            | середня спеціальна | член Партії регіонів              | територіальний центр соціальної реабілітації самотніх пенсіонерів та інвалідів Красноперекопської РДА |
| 16              | Годун Ксенія Іванівна            | 02.11.2010            | середня спеціальна | позапартійна                      | Долинська сільська бібліотека, бібліотекар                                                            |
| 17              | Федорова Людмила Володимирівна   | 02.11.2010            | вища               | член Партії регіонів              | Красноперекопська ветеринарна лікарня, ветеринарний лікар                                             |
| Партія «Союз»   |                                  |                       |                    |                                   | |
| 2               | Нурмамбетова Ремзіє Ажмамбетівна | 02.11.2010            | середня спеціальна | позапартійна                      | Новопавлівський будинок культури, методист                                                            |
| 3               | Гурська Олена Миколаївна         | 02.11.2010            | середня спеціальна | член Партії «Союз»                | тимчасово не працює                                                                                   |
| 5               | Майборода Валентина Анатоліївна  | 02.11.2010            | середня спеціальна | член Партії «Союз»                | тимчасово не працює                                                                                   |
| 9               | Ніколенко Лідія Василівна        | 02.11.2010            | середня спеціальна | член Партії «Союз»                | ПП «Ніколенко», продавець                                                                             |
| 18              | Павельчук Марія Степанівна       | 02.11.2010            | середня            | позапартійна                      | тимчасово не працює                                                                                   |
| 19              | Ендакова Світлана Улянівна       | 02.11.2010            | вища               | позапартійна                      | приватний підприємець                                                                                 |
| Самовисування   |                                  |                       |                    |                                   | |
| 1               | Любота Віталій Михайлович        | 02.11.2010            | середня спеціальна | член Комуністичної партії України | пенсіонер                                                                                             |
| 8               | Бебко Оксана Іванівна            | 05.11.2012            | середня            | член Партії регіонів              | Новопавлівська сільська рада, інспектор ВУС                                                           |
| 11              | Куртумерова Земфіра Рефіківна    | 05.11.2012            | вища               | позапартійна                      | Дитячий садок «Івушка», бухгалтер                                                                     |
| 13              | Чубаров Енвер Абдураманович      | 02.11.2010            | середня            | позапартійний                     | тимчасово не працює                                                                                   |
| 14              | Тіщенко Лідія Карпівна           | 02.11.2010            | середня            | член Комуністичної партії України | пенсіонер                                                                                             |
| 20              | Баранов Сергій Іванович          | 02.11.2010            | середня            | позапартійний                     | Новопавлівська амбулаторія, водій                                                                     |